# 이집트자유꼬리박쥐
이집트자유꼬리박쥐(Tadarida aegyptiaca)는 큰귀박쥐과에 속하는 박쥐의 일종이다. 아프리카 대부분의 지역과 이집트, 사우디아라비아, 예멘 그리고 오만, 파키스탄, 인도, 스리랑카에 분포한다. 인도에서는 라자스탄 주와 구자라트 주, 마디아프라데시 주, 마하라슈트라 주, 카르나타카 주, 케랄라 주, 타밀나두 주 그리고 서벵골 주에서 발견된다. 자연 서식지는 건조 사바나 지역이다.

## 특징
머리에서 몸까지 몸길이는 6~8cm이고 전완장은 5cm, 날개폭은 35cm이다. 몸은 완전한 초콜릿 갈색을 띠며, 등쪽의 털 기부 쪽 일부는 연한 갈색을 그리고 하체의 털 기부는 흰색을 띤다. 눈에 띄는 꼬리와 넓은 입술을 갖고 있다. 그리고 부드럽고 촘촘하며 짧은 털을 갖고 있다.

## 분류
분자생물학 염기서열 정보에 의하면 이집크자유꼬리박쥐의 근연종은 마다가스카르섬의 붉은자유꼬리박쥐(Chaerephon jobimena)이다.